# Роман Святославич
Рома́н Святосла́вич Кра́сный (убит 2 августа 1079) — князь Тмутараканский, второй сын великого князя киевского Святослава Ярославича.

## Биография
С 1069 года правил в Тмутаракани после перехода старшего брата Глеба на княжение в Новгород. Вместе с младшим братом Олегом и Борисом Вячеславичем участвовал в сражении на Нежатиной Ниве в 1078 году. После поражения вернулся в Тмутаракань, где вступил в союз с половцами и в следующем году двинулся на Переяславль. Великий князь киевский Всеволод Ярославич сумел договориться с половцами: союз распался. Роман был вынужден возвратиться назад, но на обратном пути рассорился с половецкими ханами и был ими убит.